# Ayza
L'Ayza (avec agglutination de l'article : Laysa, Layas) est un cours d'eau des Pyrénées-Atlantiques et des Hautes-Pyrénées, en France, et un affluent droit du Louet, à l'ouest de Maubourguet.

## Géographie
L'Ayza nait à Pontiacq-Viellepinte à l'est des Pyrénées-Atlantiques. Il s'écoule vers le nord dans un mouvement parallèle à l'Adour, entre l'Échez et le Louet dans lequel il conflue à Hères dans les Hautes-Pyrénées. La longueur de son cours d'eau est de 27,6 km.

### Communes et départements traversés
Dans les deux départements des Pyrénées-Atlantiques et des Hautes-Pyrénées, l'Ayza traverse les treize communes suivantes de l'amont vers l'aval, de Montaner, Pontiacq-Viellepinte (source), Lamayou, Castéra-Loubix, Labatut-Figuières, Larreule, Maubourguet, Sombrun, Villefranque, Estirac, Caussade-Rivière, Labatut-Rivière, Hères.

### Bassin versant
L'Ayza traverse les trois hydrographiques suivantes, de « Le Louet du confluent du Layza au confluent de l'Adour », « Le Layza », « Le Louet du confluent du bras du [toponyme inconnu] (inclus) au confluent du Layza ».

## Affluents
L'Ayza a six affluents référencés dont :
- le ruisseau du Pradet (rg), 4 km avec un affluent :
  - le ruisseau de la Sède (rd), 3 km
- le ruisseau de Lagelette (rg), 3 km
- le ruisseau de Héouga (rd), 2 km
- le ruisseau de Coumanère (rg), 2 km avec un affluent :
  - le ruisseau de Bordeu (rg), 2 km

### Rang de Strahler
Donc son rang de Strahler est de trois, par le ruisseau du Pradet ou le ruisseau de Coumanère.